# Сід Паддефут
Сідні Чарльз Паддефут (англ. Sydney Charles Puddefoot; 17 жовтня 1894, Лондон — 2 жовтня 1972, Рочфорд, Ессекс), більш відомий як Сід Паддефут (англ. Syd Puddefoot) — англійський футболіст, нападник. Найбільш відомий за виступами за англійські клуби «Вест Гем Юнайтед» і «Блекберн Роверс». Також грав у крикет за «Ессекс», а потім став футбольним тренером.

## Біографія
Паддефут навчався в Парковій школі Ньюема і грав за «Кондор Атлетік» і «Лаймгауз Таун», перш ніж був помічений тренером «Вест Гема», Сідом Кінгом, в матчі «Лондон Джуніорс» проти «Суррей Джуніорс». Він швидко перетворився на грізного форварда і забив 28 голів в 55 матчах Південної ліги.
Сід зіграв 126 матчів Футбольної Комбінації під час війни і забив близько 100 голів, у тому числі сім у ворота «Крістал Пелас» в листопаді 1918 року (рекорд змагання).
Після закінчення Першої світової війни Паддефут грав у новому збільшеному Другому дивізіоні Футбольної ліги, починаючи із сезону 1919-20. Він забив 21 гол, і був узятий в збірну Англії на матчі проти Шотландії та Уельсу. Потім він забив 29 голів у сезоні 1920-21 і 19 у сезоні 1921-22, він грав у чемпіонаті Англії до переходу в «Фалкірк» за 5000 фунтів стерлінгів в лютому 1922 року, що стало рекордним трансфером в історії футболу на той момент. Вновій команді до нього як частина угоди приєднався його молодший брат Лен Паддефут.
Паддефут покинув «Фалкірк» після трьох років гри в чемпіонаті Шотландії він приєднався до «Блекберн Роверс». Він зіграв ще три міжнародні матчі в 1926 році: проти Шотландії на «Олд Траффорд» і дві гри проти Північної Ірландії. Він виграв Кубок Англії з «Блекберном» в 1928 році. Він забив гол на перших хвилинах матчу, фактично заштовхавши воротаря «Гаддерсфілд Таун», Біллі Мерсера, в сітку з м'ячем у руках.
Через десять років після відходу з «Вест Гема» Сід повернувся у свій старий клуб, щоб допомогти йому уникнути пониження в класі в сезоні 1931-32, однак, зусилля виявилися марними. Після двох років в «Вест Гемі» він завершив кар'єру футболіста і став тренером турецького «Фенербахче».
У наступному році він перейшов в «Галатасарай», але залишив посаду після інциденту, в якому він був побитий при спробі заспокоїти гравців під час матчу. Він повернувся в Англію в березні 1935 року і два роки тренував «Нортгемптон Таун».
Пізніше він працював скаутом у «Саутенд Юнайтед».
Його дочка Сюзанна Паддефут (1934—2010) була журналістом, вона редагувала жіночу сторінку газети «The Times» у 1960-х роках.
Паддефут помер у жовтні 1972 року від пневмонії, не доживши кількох днів до свого сімдесят восьмого дня народження.

## Статистика виступів
| Клуб                         | Сезон                        | Ліга | Ліга | Кубки | Кубки | Інше | Інше | Всього | Всього |
| Клуб                         | Сезон                        | Ігри | Голи | Ігри  | Голи  | Ігри | Голи | Ігри   | Голи   |
| ---------------------------- | ---------------------------- | ---- | ---- | ----- | ----- | ---- | ---- | ------ | ------ |
| Вест Гем Юнайтед             | 1912/13                      | 4    | 1    | 0     | 0     | 0    | 0    | 4      | 1      |
| Вест Гем Юнайтед             | 1913/14                      | 16   | 9    | 4     | 7     | 0    | 0    | 20     | 16     |
| Вест Гем Юнайтед             | 1914/15                      | 35   | 18   | 2     | 0     | 0    | 0    | 37     | 18     |
| Вест Гем Юнайтед             | 1919/20                      | 39   | 21   | 4     | 5     | 0    | 0    | 43     | 26     |
| Вест Гем Юнайтед             | 1920/21                      | 38   | 29   | 1     | 0     | 0    | 0    | 39     | 29     |
| Вест Гем Юнайтед             | 1921/22                      | 26   | 14   | 3     | 0     | 0    | 0    | 29     | 14     |
| Вест Гем Юнайтед             | Загалом                      | 158  | 92   | 14    | 12    | 0    | 0    | 172    | 104    |
| Фалкірк                      | 1921/22                      | ?    | 8    | ?     | ?     | ?    | ?    | ?      | ?      |
| Фалкірк                      | 1922/23                      | ?    | 12   | ?     | ?     | ?    | ?    | ?      | ?      |
| Фалкірк                      | 1923/24                      | ?    | 16   | ?     | ?     | ?    | ?    | ?      | ?      |
| Фалкірк                      | 1924/25                      | ?    | 13   | ?     | ?     | ?    | ?    | ?      | ?      |
| Фалкірк                      | Загалом                      | 113  | 49   | 6     | 5     | 22   | 12   | 141    | 66     |
| Блекберн Роверс              | 1924/25                      | ?    | 5    | ?     | 0     | 0    | 0    | ?      | 5      |
| Блекберн Роверс              | 1925/26                      | ?    | 10   | ?     | 0     | 0    | 0    | ?      | 10     |
| Блекберн Роверс              | 1926/27                      | ?    | 14   | ?     | ?     | 0    | 0    | ?      | ?      |
| Блекберн Роверс              | 1927/28                      | ?    | 13   | 1+    | 1+    | 0    | 0    | ?      | 14+    |
| Блекберн Роверс              | 1928/29                      | ?    | 9    | ?     | ?     | 1    | 0    | ?      | ?      |
| Блекберн Роверс              | 1929/30                      | ?    | 12   | ?     | ?     | 0    | 0    | ?      | ?      |
| Блекберн Роверс              | 1930/31                      | ?    | 15   | ?     | ?     | 0    | 0    | ?      | ?      |
| Блекберн Роверс              | 1931/32                      | ?    | 1    | ?     | ?     | 0    | 0    | ?      | ?      |
| Блекберн Роверс              | Загалом                      | 250  | 79   | 1+    | 1+    | 1    | 0    | 252+   | 80+    |
| Вест Гем Юнайтед             | 1931/32                      | 7    | 0    | 0     | 0     | 0    | 0    | 7      | 0      |
| Вест Гем Юнайтед             | 1932/33                      | 15   | 3    | 0     | 0     | 0    | 0    | 15     | 3      |
| Вест Гем Юнайтед             | Загалом                      | 22   | 3    | 0     | 0     | 0    | 0    | 22     | 3      |
| Всього за «Вест Гем Юнайтед» | Всього за «Вест Гем Юнайтед» | 173  | 95   | 14    | 12    | 0    | 0    | 187    | 107    |
| Всього за кар'єру            | Всього за кар'єру            | 543  | 223  | 21+   | 18+   | 23   | 12   | 587+   | 253+   |

## Титули і досягнення
- Володар Кубка Англії: 1927-28